# Juri Hollmann
Juri Hollmann (*  30. August 1999 in Berlin) ist ein deutscher Radrennfahrer.

## Werdegang
Hollmann wurde bei den Deutschen Bahn-Meisterschaften 2016 mit dem RSC Cottbus Titelträger in der Mannschaftsverfolgung und Silbermedaillengewinner in der Einerverfolgung der Junioren. Bei den Bahnmeisterschaften 2017 gewann er das Junioren-Omnium. Auf der Straße gewann er die Gesamtwertung der Internationalen Cottbuser Junioren-Etappenfahrt.
Im Erwachsenenbereich schloss sich Hollmann im Jahr 2018 dem UCI Continental Team Heizomat rad-net.de an, für das er in seinem ersten Jahr Rang sechs beim polnischen Etappenrennen Szlakiem Walk Majora Hubala belegte. Bei den Deutschen Meisterschaften 2019  gewann er die Bronzemedaille im Einzelzeitfahren der U23. Ab August 2019 fuhr er für das UCI WorldTeam Katusha Alpecin als Stagiaire, für das er unter anderem die Deutschland Tour 2019 bestritt.
Anschließend erhielt Hollmann beim Movistar Team einen Zweijahresvertrag  als Neoprofi ab der Saison 2020.
Bei den im September 2023 erstmalig ausgetragenen Deutschen Gravel-Meisterschaften in Daun belegte er Platz drei. 2024 gewann er die Bergwertung der Tour de Romandie. 2025 startete er beim Giro d’Italia. Er stürzte während der sechsten Etappe, erlitt einen komplizierten Unterarmbruch sowie eine Beckenfraktur und musste zweimal operiert werden.

## Erfolge

### Bahn
2016
- Deutscher Meister – Mannschaftsverfolgung (Junioren)

2017
- Deutscher Meister – Omnium (Junioren)

### Straße
2016
- Mannschaftszeitfahren La Coupe du Président de la Ville de Grudziądz

2017
- Internationale Cottbuser Junioren-Etappenfahrt

2024
- Bergwertung der Tour de Romandie

## Wichtige Platzierungen

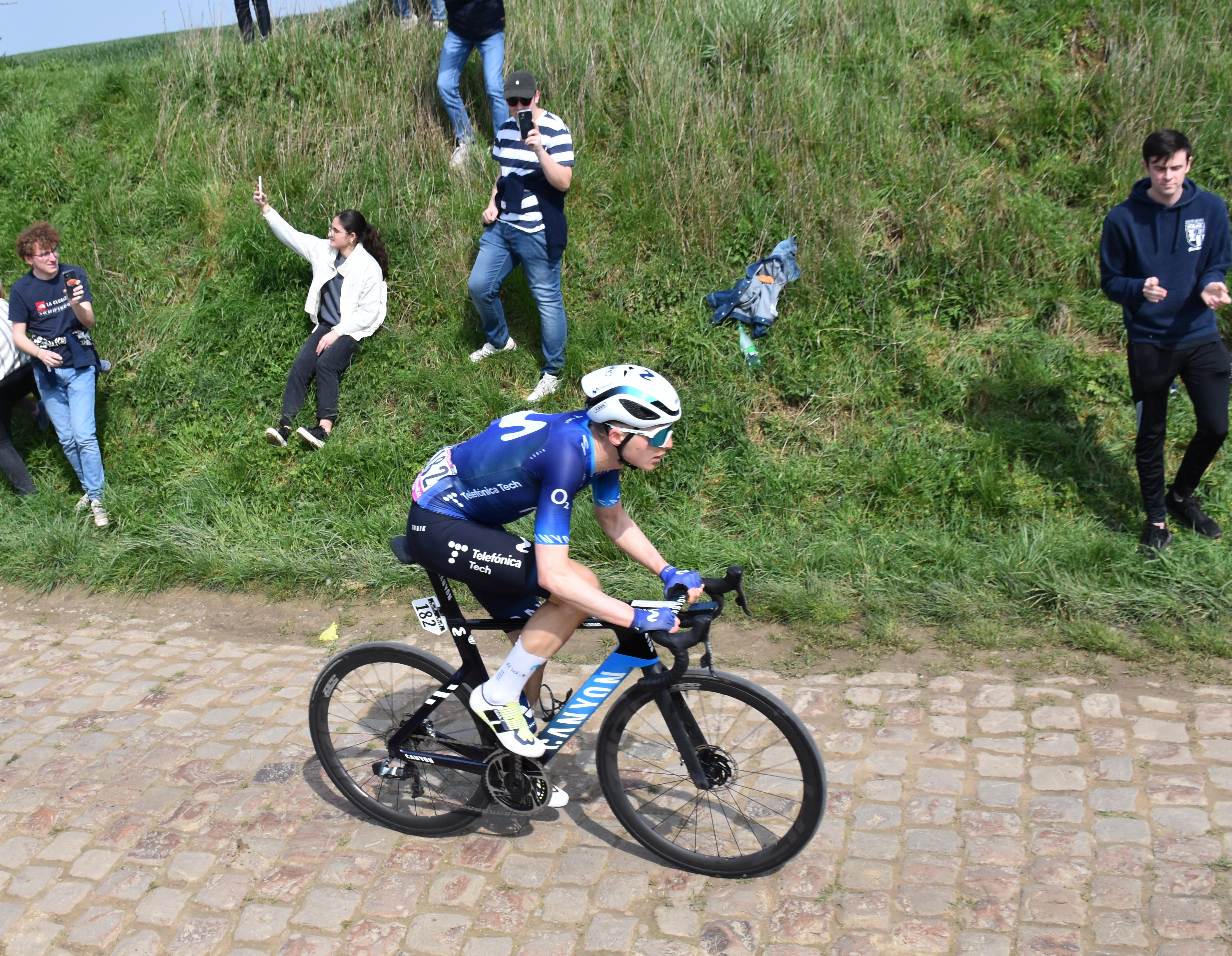
Hollmann bei Paris-Roubaix 2023

| Grand Tour            | 2020 | 2021 | 2022 | 2023 | 2024 | 2025 |
| --------------------- | ---- | ---- | ---- | ---- | ---- | ---- |
| Giro d’ItaliaGiro     | –    | –    | –    | –    | –    | DNF  |
| Tour de FranceTour    | –    | –    | –    | –    | –    | …    |
| Vuelta a EspañaVuelta | –    | –    | –    | –    | 96   | …    |

| Monument                 | 2020 | 2021 | 2022 | 2023 | 2024 | 2025 |
| ------------------------ | ---- | ---- | ---- | ---- | ---- | ---- |
| Mailand–Sanremo          | –    | –    | –    | –    | –    | –    |
| Flandern-Rundfahrt       | –    | 66   | –    | DNF  | –    | –    |
| Paris–Roubaix            | –    | DNF  | –    | 82   | –    | –    |
| Lüttich–Bastogne–Lüttich | –    | –    | –    | –    | –    | –    |
| Lombardei-Rundfahrt      | DNF  | –    | –    | –    | 72   | …    |